# 默伦多夫
默伦多夫（發音：[ˈmøːʁənˌdɔʁf]）是德国巴伐利亚州中弗兰肯行政区埃朗根-赫希施塔特县的市镇，面积13.17平方千米，2023年12月31日人口为4,955人。